# Ord Hill
Ord Hill är en kulle i Storbritannien.   Den ligger i kommunen Highland som ligger i riksdelen Skottland, i den norra delen av landet, 700 km norr om London. Toppen på Ord Hill är 194 meter över havet, eller 136 meter över den omgivande terrängen. Bredden vid basen är 6,0 km.
Kring Ord Hill finns flera vandringsleder och ruinerna av en borg från järnåldern.
Terrängen runt Ord Hill är varierad. Havet är nära Ord Hill åt nordost. Runt Ord Hill är det ganska tätbefolkat, med 90 invånare per kvadratkilometer. Närmaste större samhälle är Inverness, 3,7 km söder om Ord Hill. Trakten runt Ord Hill består i huvudsak av gräsmarker.